# Dan Castellaneta
Vous lisez un « bon article » labellisé en 2025.
Dan Castellaneta, né le 29 octobre 1957 à Chicago en Illinois, est un acteur, scénariste, humoriste et chanteur américain. Il est surtout connu pour être la voix originale d'Homer Simpson et d'autres personnages dans la série d'animation Les Simpson depuis 1989. Il est aussi connu pour avoir prêté sa voix au grand-père de Hé Arnold !, et pour avoir eu plusieurs rôles vocaux dans des programmes comme Futurama, Sibs, Myster Mask, Les Aventures de Saturnin, The Batman, Retour vers le futur, Aladdin, Earthworm Jim ou encore Taz-Mania.
En 1999, il interprète le postier dans le téléfilm de Noël, Olive, the Other Reindeer, et remporte un Annie Award pour le rôle. En 2002, il sort un album humoristique I Am Not Homer. En 1995, il crée et interprète le one-man-show intitulé Where Did Vincent van Gogh?

## Biographie

### Jeunesse
Daniel Louis Castellaneta naît le 29 octobre 1957 à l'hôpital de la communauté de Roseland dans le sud de Chicago et grandit à River Forest et Oak Park en Illinois,,. D'origine italienne, il est le fils de Elsie Lagorio (1926-2008) et de Louis Castellaneta (1915-2014), un acteur amateur qui travaille dans une imprimerie,,.
Dan Castellaneta devient adepte des imitations dès son plus jeune âge et sa mère l'inscrit à un cours de théâtre à 16 ans. Il écoute les albums humoristiques de son père et fait des imitations de célébrités. Il est « passionné » du travail de beaucoup d'artistes, dont Alan Arkin et Barbara Harris, et de réalisateurs comme Mike Nichols et Elaine May. Il étudie à la Oak Park and River Forest High Shcool, et après l'obtention de son diplôme, il intègre l'université du Nord de l'Illinois en 1975.
Il étudie l’art dans le but de devenir professeur,. Il devient élève-enseignant et divertit ses élèves avec ses imitations,. Dan Castellaneta participe régulièrement à l'émission radiophonique de son université : The Ron Petke and His Dead Uncle Show. Cette émission lui permet de perfectionner son talent d'acteur vocal. Il se souvient : « L'émission était à peine audible, mais cela nous était égal. Elle était pour nous une chance d'écrire et d'interpréter notre propre matériel. » Il intègre également une classe de dramaturgie et auditionne pour un spectacle de théâtre d'improvisation. Un camarade se souvient avoir pensé que Dan Castellaneta « échouerait lamentablement à improviser » mais qu'« il avait tellement d'idées que nous n'avions pas le temps de toutes les exécuter ».

### Carrière

#### Débuts
Dan Castellaneta commence sa carrière d'acteur après être sorti diplômé de l'université du Nord de l'Illinois en 1979. Il estime que si cette carrière ne mène à rien il aura toujours la possibilité de faire autre chose. Il commence à suivre des cours d'improvisation théâtrale, où il rencontre sa future femme Deb Lacusta. Il travaille au Second City, une troupe d'improvisation de Chicago, de 1983 à 1987. Pendant cette période, il intervient avec sa femme dans plusieurs stations radiophoniques.
Il auditionne pour un rôle dans le Tracey Ullman Show mais sa première entrevue déçoit Tracey Ullman et les autres producteurs. La productrice décide alors de s'envoler pour Chicago pour voir Dan Castellaneta sur scène. Sa performance ce soir-là parlait d'un aveugle qui tente de devenir comédien et Tracey Ullman se souvient que même s'il y avait eu des performances plus lumineuses ce soir-là, celle de Dan Castellaneta l'avait fait pleurer. Elle est impressionnée et l'acteur est embauché.

#### Les Simpson
Dan Castellaneta est particulièrement connu pour ses rôles dans la série d'animation de longue date Les Simpson, notamment le rôle d'Homer Simpson. The Tracey Ullman Show comprend une série de courts métrages animés sur une famille dysfonctionnelle. Les courts métrages ont besoin de voix, les producteurs demandent donc à Dan Castellaneta et sa collègue Julie Kavner de prêter voix à Homer et Marge Simpson, avant d'engager d'autres acteurs,. La voix d'Homer est au départ une vague imitation de Walter Matthau, mais Dan Castellaneta n'arrive pas « à avoir assez de puissance avec cette voix » ni à maintenir son imitation pendant les neuf à dix heures des sessions d'enregistrement.
Essayant de trouver quelque chose de plus simple, il « baisse le ton de [sa] voix », et développe pour Homer une voix plus polyvalente et humoristique au cours des deuxième et troisième saisons de la série d'une demi-heure,. Pour l’interpréter, Dan Castellaneta abaisse son menton jusqu'à sa poitrine et, selon David Mirkin, « laisse tomber son QI »,.
Dan Castellaneta aime rester dans la peau de son personnage pendant les sessions d'enregistrement, et essaye de visualiser les scènes dans son esprit afin de lui donner la bonne voix,. Malgré la popularité d'Homer, Dan Castellaneta déclare être rarement reconnu en public, « excepté, peut-être, par un fan acharné ».

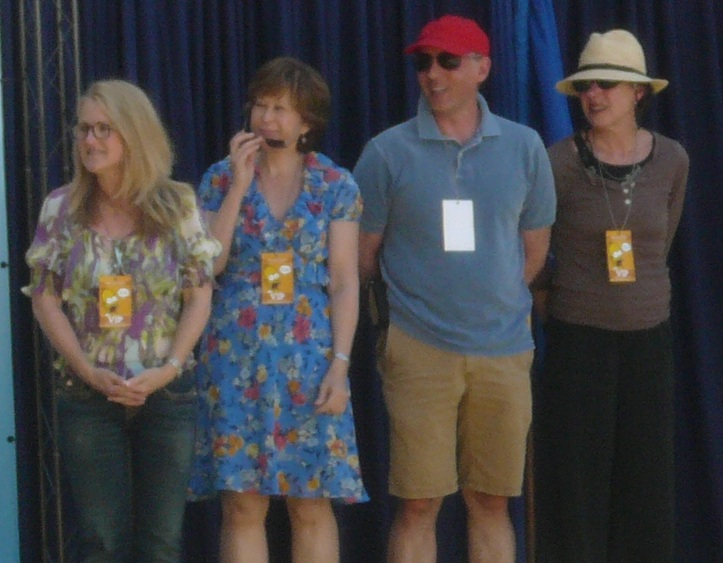
Dan Castellaneta et ses collègues des Simpson, Nancy Cartwright, Yeardley Smith et Julie Kavner en 2009.

Dan Castellaneta donne également voix à de nombreux autres personnages des Simpson, dont Abraham Simpson, Barney Gumble, Krusty le clown, Willie le jardinier, Joe Quimby, Hans Taupeman, Tahiti Mel, Itchy, Kodos, Arnie Pye, l'adolescent boutonneux et Gil Gunderson. La voix de Krusty le clown s'inspire de l'acteur de télévision de Chicago Bob Bell, qui a une voix très rauque et incarne Bozo le clown sur WGN-TV de 1960 à 1984. Pendant les premières sessions d'enregistrement, Dan Castellaneta enregistre une nouvelle version de l'éructation bruyante de Barney à chaque épisode, avant de découvrir que ce n'est pas facile d'éructer à chaque fois qu'un script l'exige. L'acteur choisit alors un enregistrement de ce qu'il pense être son meilleur rot et demande aux producteurs de l'utiliser comme standard.
Willie le jardinier apparaît pour la première fois dans l'épisode Jamais deux sans toi de la deuxième saison. Le personnage est conçu comme un concierge en colère et Dan Castellaneta est choisi pour lui donner voix. Il ne savait pas quelle voix utiliser et Sam Simon, directeur artistique de l'époque, lui suggère d'utiliser un accent. L'acteur essaye d'abord un accent hispanique, mais Simon le juge trop stéréotypé, il l'interprète ensuite comme un « gros Suédois idiot », mais l'idée est également rejetée. Pour son troisième essai, il utilise la voix d'un Écossais grincheux, laquelle est jugée appropriée et utilisée dans l'épisode et dans la suite de la série. Cette voix est partiellement inspirée d'Angus Crock, un chef écossais portant le kilt interprété par Dave Thomas, dans la série comique Second City Television.
Le maire Joe Quimby, qui apparaît pour la première fois dans Aide-toi, le ciel t'aidera, est une parodie de plusieurs membres de la famille Kennedy. Le script de l'épisode ne précise pas que Quimby doit être une parodie des Kennedy, mais Castellaneta improvise cette imitation. La voix de Dan Castellaneta pour le personnage de Tahiti Mel est une imitation de Kelsey Grammer, la voix de Tahiti Bob. Le personnage malchanceux de Gil Gunderson parodie l’acteur Jack Lemmon interprétant Shelley Levene dans l'adaptation cinématographique de 1992
de la pièce Glengarry Glen Ross. Le show runner Mike Scully, pensait que le pauvre Gil ne serait qu'une « chose unique », mais il ajoute : « Dan Castellaneta était si drôle à la table de lecture en faisant ce personnage, que nous avons continué à trouver des excuses dans les épisodes suivants pour l’intégrer »,. La voix de l'avocat aux cheveux bleus, ainsi que son comportement, sont inspirés de l'avocat Roy Cohn.
Dan Castellaneta a remporté plusieurs prix pour son interprétation d'Homer Simpson, notamment quatre Primetime Emmy Awards dans la catégorie du meilleur doublage pour les épisodes Le Poney de Lisa, Monsieur Chasse-neige, Enfin clown et Mon père avait tort, respectivement en 1992, 1993, 2004 et 2009,.
En 1993, il reçoit un Annie Award spécial pour son « travail individuel exceptionnel dans le domaine de l’animation » pour le rôle d'Homer dans Les Simpson,.
En 2004, Dan Castellaneta et Julie Kavner, la voix de Marge, remportent un Young Artist Award dans la catégorie des « Maman et Papa les plus populaires dans une série télévisée ». Homer est classé à la deuxième place du Top 50 des meilleurs personnages de cartoon réalisé par TV Guide en 2002, et en 2000, Homer et le reste de la famille Simpson sont récompensés d'une étoile sur le Hollywood Walk of Fame, située au 7021 Hollywood Boulevard à Los Angeles,.
Jusqu'en 1998, Dan Castellaneta est payé 30 000 dollars par épisodes. Lors d'un différend à propos de cette rémunération, la Fox menace les six acteurs principaux de les remplacer et commence à préparer des castings pour embaucher de nouveaux acteurs. Finalement le différend se résout et Dan Castellaneta ainsi que les autres acteurs gagne 125 000 dollars par épisode depuis 2004, alors qu'ils demandaient 360 000 dollars. Un mois plus tard, un compromis est trouvé et leurs salaires sont augmentés à 250 000 dollars par épisode. Une nouvelle négociation a lieu en 2008, à l'issue de laquelle les voix touchent approximativement 400 000 dollars par épisode. Trois ans plus tard, la Fox menaçant d'annuler la série à moins que les coûts de production soient réduits, Dan Castellaneta et les autres acteurs acceptent une baisse de salaire de 25 %, leur permettant de gagner un peu plus de 300 000 dollars par épisode depuis.
Au début des années 1990, Dan Castellaneta et son épouse Deb Lacusta écrivent un script pour un épisode dans lequel Barney Gumble devient sobre et le présentent au show runner d'alors, Al Jean. Il apprécie l'histoire mais refuse le script, le trouvant trop proche de l'épisode Ne lui jetez pas la première bière, sur lequel des scénaristes sont en train de travailler. Le couple attend près d'une décennie avant de présenter une version mise à jour au nouveau show runner Mike Scully. Il apprécie le script et leur fait faire quelques changements. Ce texte devient l'épisode Sobre Barney « Alcooliques Non Anonymes ». Dan Castellaneta et sa femme ont également écrit les épisodes Tout sur Homer, Coup de poker, Notre Homer qui êtes un dieu et La Bataille de Noël. En 2007, ils sont nommés pour un Writers Guild of America Award pour l'épisode Notre Homer qui êtes un dieu. Dan Castellaneta est également crédité en tant que producteur consultant sur certains épisodes.

#### Autres occupations

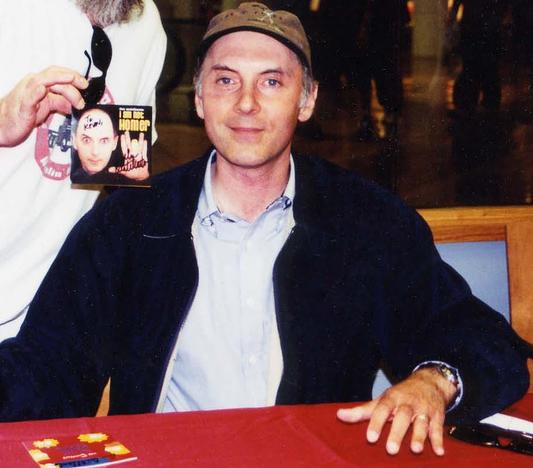
Dan Castellaneta en 2002.

Dan Castellaneta fait partie de la distribution régulière de nombreuses autres séries télévisées. En 1991, il joue le rôle de Warren dans la courte sitcom d'ABC, Sibs. Le créateur de cette série, Heide Perlman, écrit ce rôle en pensant à Dan Castellaneta.
Il donne également voix à de nombreux personnages télévisés : le personnage éponyme des Aventures de Dynamo Duck, Megavolt dans Myster Mask, Emmett Brown dans Retour vers le futur, le personnage principal dans Earthworm Jim et plusieurs personnages de la série de Nickelodeon, Hé Arnold !, comme le grand-père Phil, Jolly Olly ou le chauffeur de camion de glace,,. Il est invité dans le rôle du Diablo Robot dans cinq épisodes de Futurama et dans le film Le Monstre au milliard de tentacules.
Dan Castellaneta est également invité à apparaître dans de nombreux épisodes de diverses séries télévisées. En 1992, il apparaît dans un épisode du drame juridique La Loi de Los Angeles dans le rôle d’un kigurumi d'Homer Simpson renvoyé  d'un parc d'attractions californien pour son comportement inapproprié alors qu'il est en costume. En 1996, il apparaît en tant que gardien de zoo dans l'épisode en deux parties Celui qui retrouve son singe de Friends. En 2005, il apparaît dans l'épisode Le Sabre du destin d'Arrested Development, dans le rôle du Dr Stein, un médecin incompétent pince-sans-rire.
En 2005, Dan Castellaneta est invité à interpréter le rôle de Joe Spencer dans l'épisode Rien à perdre de la huitième saison de Stargate SG-1. Il apparaît également dans des épisodes de Campus Ladies, Alf, Castle, Entourage, Tout le monde aime Raymond, Frasier, Friends, Greek, How I Met Your Mother, Dingue de toi, Mariés, deux enfants, Murphy Brown, New York Police Blues, Parks and Recreation, Reba, Reno 911, n'appelez pas !, That '70s Show, Veronica Mars, Hot in Cleveland, Oui, chérie ! et Desperate Housewives,,.
En 1994, il incarne le Génie dans la suite d'Aladdin, Le Retour de Jafar et dans la série télévisée dérivée. La voix originale du Génie était celle de Robin Williams, et Dan Castellaneta décrit son remplacement ainsi : « C'est un peu comme entrer dans Hamlet, après que Laurence Olivier l'a fait : comment pouvez-vous gagner ? ». Il donne également voix au Génie dans la série de jeux vidéo Kingdom Hearts. Dan Castellaneta interprète Aaron Spelling dans le film NBC de 2004, Behind the Camera: The Unauthorized Story of Charlie's Angels, qui suit la véritable histoire de la création de Charlie's Angels par Aaron Spelling. Il obtient également un rôle dans d'autres films comme Rien en commun, Super Mario Bros., Le Client, Space Jam, Le Géant et moi, Les Simpson, le film, Les Razmoket à Paris, le film, La Cour de récré : Vive les vacances !, Hé Arnold ! le film, Le Chat chapeauté et À la recherche du bonheur.
En 2000, il remporte un Annie Award pour le rôle du facteur dans le téléfilm de Noël d'animation Olive, the Other Reindeer. En 2006, il apparaît dans le film indépendant de Jeff Garlin, I Want Someone to Eat Cheese With, en compagnie de plusieurs de ses collègues de The Second City.
Le 22 février 2000, il sort son premier album de musique, Two Lips. Il est suivi le 23 avril 2002 par son premier album humoristique, I Am Not Homer, dans lequel il performe avec sa femme plusieurs sketches comiques. La majorité des sketches ont été écrits et interprété avant l'enregistrement du CD, et Dan Castellaneta pensait que ce serait une bonne idée de les conserver « car [lui et Deb Lacusta] ne les jouent plus ». Certains de ces sketches proviennent de leur série sur une radio locale de Chicago, et ont été allongés à partir des « morceaux de deux minutes » qu'ils sont originellement, alors que d'autres sketches proviennent de leur performance dans un comedy club de Santa Monica. Le sketch Citizen Kane dans lequel deux personnes discutent de différentes interprétations du film Citizen Kane, provient d'une performance du couple exécutée dans une galerie d'art. À ce propos Dan Castellaneta déclare : « Nous savions déjà que ces sketches étaient drôles, [mais] nous avons peaufiné et resserré certains d'entre eux ». Les sketches sont principalement écrits à partir d'une improvisation sur un sujet basique, le résultat de cette improvisation étant retranscrit puis le tout monté dans une scène terminée. Dan Castellaneta choisit le titre I Am Not Homer en parodie de la fameuse autobiographie de Leonard Nimoy, I Am Not Spock, ainsi que pour montrer que la majeure partie de l'humour contenu dans l'album n'est pas celui d'Homer.
En plus de son travail à la télévision et au cinéma, Dan Castellaneta apparaît dans de nombreuses productions théâtrales. En 1992, il joue dans Deb & Dan's Show avec sa femme. En 1995, il commence l'écriture de son seul en scène Where Did Vincent van Gogh?, dans lequel il interprète une douzaine de personnages différents, dont Vincent van Gogh. Il interprète ce spectacle pour la première fois au ACME Comedy Theatre à Los Angeles en 1999. En 2007, il joue dans The Bicycle Men au King's Head Theatre à Londres.

### Vie privée
En 1987, Dan Castellaneta épouse l'actrice et scénariste Deb Lacusta. Ils se sont rencontrés lors d'un atelier d'improvisation à Chicago. Ils partagent leur temps entre Los Angeles et Santa Barbara en Californie.
Dan Castellaneta est végétarien et ne consomme aucune boisson alcoolisée. Il pratique régulièrement des activités sportives et le tai chi,. Il est catholique.

## Filmographie

### Acteur

#### Cinéma
- 1986 : Rien en commun (Nothing in Common) : Brian
- 1989 : Un monde pour nous (Say Anything…) : le professeur de Diane
- 1989 : Chien de flic (K-9) de Rod Daniel : Maitre D'
- 1989 : La Guerre des Rose (The War of the Roses) : l'homme sur une chaise
- 1991 : Panique chez les Crandell (Don't Tell Mom the Babysitter's Dead) : le babysitter animé
- 1993 : Dangerous-The Short Films : Homer Simpson
- 1993 : A Pirate Anthology Treasure : Mulligan
- 1993 : Super Mario Bros. : le narrateur
- 1994 : Hey Arnold!: 24 Hours to Live : le grand-père
- 1994 : Le Client (The Client) : Slick Moeller
- 1994 : Rendez-vous avec le destin (Love Affair) : Phil
- 1994 : Le Retour de Jafar (The Return of Jafar) : le Génie
- 1995 : Driving Mr. Pink : l'homme pratiquant du Voodoo
- 1995 : Forget Paris : l'homme essayant une voiture
- 1995 : The Greatest Treasure : le Génie
- 1995 : Aladdin's Arabian Adventures: Magic Makers : le Génie
- 1996 : Charlie 2 (All Dogs Go to Heaven 2) : un chien douanier et un chien ange
- 1996 : Aladdin's Arabian Adventures: Team Genie: le Génie
- 1996 : Space Jam : un fan
- 1997 : Plump Fiction : Bumpkin
- 1998 : Le Géant et moi (My Giant) : Partlow
- 1998 : Aladdin's Arabian Adventures: Fearless Friends : le Génie
- 1998 : Aladdin's Arabian Adventures: Creatures of Invention : le Génie
- 1999 : Mortel Business (The Settlement) : Neal
- 1999 : Jasmine's Wish : le Génie
- 1999 : Olive, the Other Reindeer : le facteur
- 2000 : CyberWorld : Homer et Abraham Simpson
- 2000 : Joseph, le roi des rêves (Joseph: King of Dreams) : le commissaire priseur et le négociant de chevaux
- 2000 : Les Razmoket à Paris, le film (Rugrats in Paris: The Movie) : le prêtre
- 2001 : La Cour de récré : Vive les vacances ! (Recess: School's Out) : un gardien
- 2002 : Peter Pan 2 : Retour au Pays imaginaire (Return to Never Land) : les pirates
- 2002 : Hé Arnold ! le film (Hey Arnold!: The Movie) : Phil et Nick Vermicelli
- 2003 : Le Chat chapeauté (The Cat in the Hat) : Chose 1 et Chose 2
- 2003 : Buttleman (Harold Buttleman, Daredevil Stuntman) : le boulet de canon humain
- 2004 : Adventures in Homeschooling : Gus Hemple
- 2005 : Contes enchantés de Jasmine : Le Voyage d'une princesse (Jasmine's Enchanted Tales: Journey of a Princess) : le Génie
- 2006 : Voyeurs.com (I-See-You.Com) : Jim Orr
- 2006 : I Want Someone to Eat Cheese With : Dick
- 2006 : Tom et Jerry et la Chasse au trésor (Tom and Jerry in Shiver Me Whiskers) : les pirates
- 2006 : Scooby-Doo et le Triangle des Bermudes (Scooby-Doo: Pirates Ahoy!) : M. Mysterio et Wally Jambe-de-Bois
- 2007 : À la recherche du bonheur (The Pursuit of Happyness) : Alan Frakesh
- 2007 : Chasing Robert : Dan le bookmaker
- 2007 : Les Simpson, le film (The Simpsons Movie) : Homer Simpson, Itchy, Barney Gumble, et autres personnages
- 2007 : Making Pursuit: An Italian Take on the American Dream
- 2007 : Hellboy Animated: Iron Shoes : Iron Shoes et le prêtre
- 2008 : Super Héros Movie (Superhero Movie) : Carlson
- 2008 : Remembering Phil : Dr Seymour
- 2008 : Immigrants (L.A. Dolce Vita) : le propriétaire du bar
- 2008 : Le Monstre au milliard de tentacules (The Beast with a Billion Backs) : le robot méchant
- 2011 : Super 8 : Izzy
- 2014 : Willie's Views on Scottish Independence : Willie le jardinier
- 2015 : Les 4 Fantastiques (Fantastic Four) : M. Kenny
- 2021 : Le Bon, le Bart et le Loki (The Good, the Bart and the Loki) : Homer Simpson et Barney Gumble
- 2021 : Balenciaga : Homer Simpson et Barney Gumble
- 2021 : Le Plusanniversary des Simpson (The Simpsons in Plusaversary) : Homer Simpson, Barney Gumble et Tahiti Mel
- 2022 : Les Simpson rencontrent la famille Bocelli dans Feliz Navidad (The Simpsons Meet the Boccellis in "Feliz Navidad") : Homer Simpson
- 2023 : Shelter in Solitude : Sam
- 2024 : May the 12th Be with You : Homer et Abraham Simpson

#### Télévision
- 1986 : Cinemax Comedy Experiment : un vendeur (1 épisode)
- 1987-1989 : Les Simpson (The Simpsons Shorts) : Homer Simpson, Abraham Simpson, Jake le barbier et autres personnages (39 épisodes)
- 1987-1990 : The Tracey Ullman Show : plusieurs personnages
- 1989 : Les Simpson (The Simpsons) : Homer Simpson, Abraham Simpson, Barney Gumble et autres personnages (776 épisodes)
- 1990 : Les Aventures de Saturnin (The Adventures of Dynamo Duck) : Saturnin
- 1990 : Alf : Steve Michaels (1 épisode)
- 1990 : Bagdad Café (Bagdad Cafe) : Gilbert (1 épisode)
- 1990 : Cash Express : Agrande
- 1990-1992 : Mariés, deux enfants (Married with Children) : le directeur des pompes funèbres et Pete (2 épisodes)
- 1990-1993 : Le Monde de Bobby (Bobby's World) : le présentateur du catch (7 épisodes)
- 1991 : Big Bird's Birthday or Let Me Eat Cake : Homer Simpson
- 1991 : Super Baloo (TaleSpin) : Dr Zibaldo et Prince Wudolph (2 épisodes)
- 1991 : Dream On : Phil (1 épisode)
- 1991 : Beetlejuice : Abraham Lincoln (1 épisode)
- 1991-1992 : Myster Mask : Megavol, Elmo et autres personnages (22 épisodes)
- 1991-1992 : Retour vers le futur (Back to the Future) : Dr Emmett Brown (26 épisodes)
- 1991-1992 : Sibs : Warren Morris (22 épisodes)
- 1991-1995 : Taz-Mania : M. Thickley, Dr Duckbreath et autres personnages (20 épisodes)
- 1991-1999 : 1, rue Sésame (Sesame Street) : Homer Simpson (7 épisodes)
- 1992 : Lady Against the Odds : Len Chisholm
- 1992 : Tortues Ninja : Les Chevaliers d'écaille (Teenage Mutant Ninja Turtles) : Barney Mushnik (1 épisode)
- 1992 : La Bande à Dingo (Goof Troop) : le coach de baseball (1 épisode)
- 1992 : La Loi de Los Angeles (L.A. Law) : David Champion et Homer Simpson (1 épisode)
- 1992 : Dinosaures (Dinosaurs) : Zabar (1 épisode)
- 1992 : Les Aventures de Fievel au Far West (Fievel's American Tails) : Chula (9 épisodes)
- 1992 : New York Café (Love & War) : Chuck Doppler (1 épisode)
- 1992 : Les Tiny Toons (Tiny Toons Adventures) : Harvey, Jeffries et Lars Thorwald (2 épisodes)
- 1992-1997 : Eek le chat (Eek! The Cat) : Mittens, Bill et Hank (42 épisodes)
- 1993 : Tracey Takes On… : Gordon Johnson et Bryan Lynn
- 1993 : Sonic le Hérisson (Sonic the Hedgehog) : Lazaar (1 épisode)
- 1993 : Madame et sa fille (Phenom) : M. Kramer (1 épisode)
- 1993 : Sesame Street Jam: A Musical Celebration : Homer Simpson
- 1993 : Animaniacs : Dracula (1 épisode)
- 1993 : Le Marsupilami (Marsupilami) : Stewart (2 épisodes)
- 1993-1994 : Junior le terrible (Problem Child) (23 épisodes)
- 1993-1996 : La Panthère rose (The Pink Panther) : Duke, le chef des grenouilles, Hamm et autres personnages (59 épisodes)
- 1994 : Profession : critique (The Critic) : Homer Simpson (1 épisode)
- 1994 : Wings : George Wexler (1 épisode)
- 1994 : The George Carlin Show : un passager (1 épisode)
- 1994 : Related by Birth : Warren Morris
- 1994 : Bakersfield P.D. : Darian Ferguson (1 épisode)
- 1994 : Une maman formidable (Grace Under Fire) : M. Rudder (1 épisode)
- 1994 : Super Zéro (The Thick) : le roi des taupes (4 épisodes)
- 1994 : Beethoven : le mouton aveugle (1 épisode)
- 1994-1995 : Aladdin : le Génie (86 épisodes)
- 1994-2002 : Les Razmoket (Rugrats) : Jonathan, Hershowitz et autres personnages (6 épisodes)
- 1995 : Daisy-Head Mayzie : voix additionnelles
- 1995 : Murphy Brown : Tony Lucchesi (1 épisode)
- 1995 : Turbocharged Thunderbirds : S.A.L., Allen Tacy, Bobby Lukowski et autres personnages (5 épisodes)
- 1995 : Le Cerveau artificiel (The Computer Wores Tennis Shoes) : Alan Winsdale
- 1995 : The Mask, la série animée (The Mask) : Chet Bozzack (1 épisode)
- 1995-1996 : Earthworm Jim : Earthworm Jim et autres personnages (23 épisodes)
- 1995-1997 : Duckman : Adrian Cronauer et Homer Simpson (2 épisodes)
- 1996 : Friends : le gardien du zoo (1 épisode)
- 1996 : New York Police Blues : Gus le portier (1 épisode)
- 1996 : Couacs en vrac (Quack Pack) : Gil (1 épisode)
- 1996-1998 : Les Spectraculaires Nouvelles Aventures de Casper (The Spooktacular New Adventures of Casper) : Dr Harvey, Bob Thaggey et autres personnages (52 épisodes)
- 1996-2004 : Hé Arnold ! (Hey Arnold!) : le grand-père, Earl et autres personnages (75 épisodes)
- 1997 : Cybill : Ralph DaVolio (1 épisode)
- 1997 : Le Drew Carey Show (The Drew Carey Show) : Stan (1 épisode)
- 1997 : Nightmare Ned : numéro 1 (1 épisode)
- 1997 : Les 101 Dalmatiens, la série (101 Dalmatians: The Series) : Go-Go (1 épisode)
- 1997 : The Online Adventures of Ozzie the Elf : Comet et Blitzen
- 1997-1999 : Cléo et Chico (Cow and Chicken) : Earl, Bobby et autres personnages (28 épisodes)
- 1997-1999 : Johnny Bravo : Carl, Carnie, Harvey et autres personnages (2 épisodes)
- 1998 : Rhapsody in Bloom : Chelton
- 1998-1999 : Hercule (Hercules: The Legendary Journeys) : Homer, les bureaucrates et autres personnages (18 épisodes)
- 1998-1999 : Monsieur Belette (I Al Weasel) : Earl, le concierge et le ministre (5 épisodes)
- 1998-2001 : Tout le monde aime Raymond (Everybody Loves Raymond) : Bryan (2 épisodes)
- 1999 : Dingue de toi (Mad About You) : Rory O'Grady (1 épisode)
- 1999 : Le Nouveau Woody Woodpecker Show (The New Woody Woodpecker Show) : Chester le cafard et Maxie (1 épisode)
- 1999 : Père malgré tout (Oh, Grow Up) : Sven Jorgensen (1 épisode)
- 1999 : Nash Bridges : Eddie Day (1 épisode)
- 1999 : Olive, the Other Reindeer : le facteur
- 1999-2025 : Futurama : le robot méchant et l'escargot grincheux (7 épiosdes)
- 2000 : Meet the Millers : Morty et M. Erickson (5 épisodes)
- 2000 : Les Aventures de Buzz l'Éclair (Buzz Lightyear of Star Command) : AP-99, un extraterrestre et autres personnages (8 épisodes)
- 2000-2001 : Batman, la relève (Batman Beyond) : un garde, Kobra Commando, M. Brooks et autres personnages (3 épisodes)
- 2001 : Oui, chérie ! (Yes, Dear) : Walt (1 épisode)
- 2001 : Laughter on the 23rd Floor : Mit Fields
- 2001-2002 : Galaxie Lloyd (Lloyd in Space) : Dunkirque (10 épisodes)
- 2002 : Jackie Chan : Jumba (1 épisode)
- 2002 : Kim Possible : Baxter, l'assistant de Dr Drakkens, M. Geminini et autres personnages (2 épisodes)
- 2002-2003 : Reba : Eugene Fisher (2 épisodes)
- 2002-2004 : Ginger : l'évêque Dave, le bijoutier, le ministre et autres personnages (5 épisodes)
- 2003 : The Pitts : le directeur de la banque et Morty (1 épisode)
- 2003 : Lucky : le juge (1 épisode)
- 2003 : Jimmy Neutron (The Adventures of Jimmy Neutron, Boy Genius) : professeur Crank (1 épisode)
- 2003 : La Ligue des justiciers (Justice League) : un garde, un astronaute, un ministre et autres personnages (2 épisodes)
- 2003 : Duck Dodgers : un footballeur et un sage martien (1 épisode)
- 2003 : Frasier : Brad (1 épisode)
- 2003 : That '70s Show : Agent Armstrong (1 épisode)
- 2003-2015 : Late Show with David Letterman : Homer Simpson (5 épisodes)
- 2004 : Party Wagon : Bill Hickock et autres personnages
- 2004 : Behind the Camera: The Unauthorized Story of Charlie's Angels : Aaron Spelling
- 2004 : Les Sauvages (Complete Savages) : Frog et M. Horner (1 épisode)
- 2004 : Jenny Robot : deux drone et le professeur (1 épisode)
- 2004 : The Simpsons' Christmas Message : Homer Simpson
- 2004-2008 : Batman : Scarface, Arnold Wesker, M. Snoots et autres personnages (3 épisodes)
- 2005 : Stargate SG-1 : Joe Spencer (1 épisode)
- 2005 : Quoi d'neuf Scooby-Doo ? (What's New Scooby-Doo?) : Officier McBride (1 épisode)
- 2005 : Arrested Development : Dr Stein (1 épisode)
- 2005 : Les Loonatics (Loonatics Unleashed) : le professeur de collège (1 épisode)
- 2006 : Veronica Mars : Dr Kinny (1 épisode)
- 2006 : Casper : L'École de la peur (Casper's Scare School) : Stretch
- 2006 : La Légende des super-héros (Legion of Super Heroes) : Boris, Capitaine Howdy et autres personnages (1 épisode)
- 2006 : The Jeff Garlin Program : Ted
- 2006-2007 : Campus Ladies : Dean Dewey
- 2007 : The Tonight Show with Jay Leno : Homer Simpson (1 épisode)
- 2007 : La Malédiction des sables (Sands of Oblivion) : De Mille
- 2007 : Entourage : Andrew Preston (2 épisodes)
- 2007 : Razbitume ! (All Grown Up!) : Jonathan et autres personnages (1 épisode)
- 2007-2011 : Greek : Dr Milton Hastings (9 épisodes)
- 2008 : Monk : Tiny Werner (1 épisode)
- 2008 : Reno 911, n'appelez pas ! (Reno 911!) : Commissaire Jerry Salerno (1 épisode)
- 2009 : Ghost Whisperer : Frank Whitaker (1 épisode)
- 2009 : Une si longue absence (Relative Stranger) : Gary
- 2009 : How I Met Your Mother : Milt (1 épisode)
- 2009 : Bones : Officier Novarro (1 épisode)
- 2009 : Desperate Housewives : Jeff Bicks (1 épiosde)
- 2009-2011 : Castle : Juge Markway et Jenna (3 épisodes)
- 2010 : State of the Union : un agent (1 épisode)
- 2010 : Bailey et Stark (The Good Guys) : Walter Diparko (1 épisode)
- 2011-2014 : Parks and Recreation : Derry Murbles (3 épisodes)
- 2012 : The Office : M. Ramish (1 épisode)
- 2012-2020 : Les Griffin (Family Guy) : Homer Simpson, Barney Gumble et autres personnages (4 épisodes)
- 2013 : Wendell & Vinnie : M. Lipshitz (2 épisodes)
- 2013 : The Mindy Project : Marty (1 épisode)
- 2013 : Dads : le narrateur britannique (1 épisode)
- 2013 : Major Crimes : Ray Winters (1 épisode)
- 2013 : Continuing Fred : Harry
- 2014 : Hot in Cleveland : Dr McNally (1 épisode)
- 2014 : Quick Draw : Doyen Jim (1 épisode)
- 2014 : The League : Dr Harvat (1 épiode)
- 2014 : Last Week Tonight with John Oliver : Homer Simpson (1 épisode)
- 2015 : Trumptastic Voyage : Homer Simpson
- 2015 : Baby Daddy : Peter Oliver (1 épisode)
- 2015 : Les Dessous de Beverly Hills, 90210 (The Unauthorized Beverly Hills, 90210 Story) : Aaron Spelling
- 2015 : Les Dessous de Melrose Place (The Unauthorized Melroce Place Story) : Aaron Spelling
- 2015-2017 : Le Show de M. Peabody et Sherman (The Mr Peabody & Sherman Show) : des bandits, Cyrano de Bergerac et autres personnages (9 épisodes)
- 2016 : Jimmy Kimmel Live! : Barney Gumble, Abraham Simpson et Homer Simpson (1 épisode)
- 2016 : Planet of the Couches : Homer et Abraham Simpson
- 2017 : Hé Arnold ! : Mission Jungle (Hey Arnold!: The Jungle Movie) : le grand-père
- 2018 : Google Translate : Homer Simpson (1 épisode)
- 2019 : Brockmire : Duke Yipkowski (1 épisode)
- 2019 : Merry Happy Whatever : Ted Boseman (2 épisodes)
- 2021 : Conan : Homer Simpson (1 épisode)
- 2022 : 9-1-1: Lone Star : Patrick Senior (1 épisode)
- 2022 : All Rise : Juge Needum Taylor (1 épisode)
- 2025 : Goblins Animated

#### Jeu vidéo
- 1991 : The Simpsons: Arcade Game : Homer Simpson
- 1992 : Krusty's Fun House : Krusty le clown
- 1994 : Aladdin Activity Center : le Génie
- 1994 : Virtual Bart : Homer Simpson
- 1995 : Snow White and the Magic Mirror: Interactive Storybook : le miroir magique, Norman et Dewey
- 1996 : The Simpsons Cartoon Studio : Homer Simpson, Krusty le clown, Barney Gumble et autres personnages
- 1996 : Toonstruck : Flux Wildly
- 1997 : Virtual Springfield : Homer Simpson, Abraham Simpson, Krusty le clown et autres personnages
- 1997 : ClayFighter 63⅓ : Earthworm Jim et Boogerman
- 1998 : En quête de maths avec Aladdin (Aladdin's Math Quest) : Camble et Lizards
- 1999 : Earthworm Jim 3D : Earthworm Jim
- 1999 : Simpsons Bowling : Homer Simpson, Abraham Simpson, Barney Gumble et autres personnages
- 1999 : Planescape: Torment : Nordom Whistleklik
- 1999 : Y2K: The Game : Buster
- 2000 : Aladdin : La Revanche de Nasira (Aladdin in Nasira's Revenge) : le Génie et l'homme à la potion
- 2001 : The Simpsons Wrestling : Homer Simpson
- 2001 : The Simpsons: Road Rage : Homer Simpson, Abraham Simpson, Willie le jardinier et autres personnages
- 2002 : Kingdom Hearts : le Génie
- 2002 : The Simpsons Skateboarding : Homer Simpson et Krusty le clown
- 2003 : The Simpsons: Hit and Run : Homer Simpson, Abraham Simpson, Barney Gumble et autres personnages
- 2003 : Metal Arms: Glitch in the System : Krunk
- 2005 : Kingdom Hearts 2 : le Génie
- 2006 : Happy Feet : Ramon et l'éléphant de mer
- 2006 : Cartoon Network Racing : Earl
- 2007 : Les Simpson, le jeu : Homer Simpson, Itchy, Barney Gumble et autres personnages
- 2012 : Les Simpson : Springfield : Homer Simpson, Abraham Simpson, le riche texan et autres personnages

### Scénariste

#### Pourles Simpson
| Année | Titre                                     | Titre original                  | Saison | Épisode | Réalisateur                     |
| ----- | ----------------------------------------- | ------------------------------- | ------ | ------- | ------------------------------- |
| 2000  | Sobre Barney « Alcooliques Non Anonymes » | Days of Wine and D'oh'ses       | 11     | 18      | Neil Affleck                    |
| 2002  | Tout sur Homer                            | Gump Roast                      | 13     | 17      | Mark Kirkland                   |
| 2004  | Coup de poker                             | The Ziff Who Came to Dinner     | 15     | 14      | Nancy Kruse                     |
| 2006  | Notre Homer qui êtes un dieu              | Kiss Kiss, Bang Bangalore       | 17     | 17      | Mark Kirkland                   |
| 2010  | La Bataille de Noël                       | The Fight Before Christmas      | 22     | 8       | Bob Anderson, Matthew Schofield |
| 2011  | Le Songe d'un ennui d'été                 | A Midsummer's Nice Dream        | 22     | 16      | Steven Dean Moore               |
| 2011  | La Solution à 10 %                        | The Ten-Per-Cent Solution       | 23     | 8       | Michael Polcino                 |
| 2016  | Week-end dingue à La Havane               | Havana Wild Weekend             | 28     | 7       | Bob Anderson                    |
| 2018  | Autoroute pour le paradis                 | My Way or the Highway to Heaven | 30     | 3       | Rob Oliver                      |

#### Autres
- 1989 : The Tracey Ullman Show (1 épisode)

### Producteur
- 2009-2024 : Les Simpson (278 épisodes)

## Discographie
- 1990 : The Simpsons Sing the Blues
- 1997 : Songs in the Key of Springfield
- 1998 : The Yellow Album
- 1999 : Go Simpsonic with The Simpsons
- 2000 : Two Lips
- 2002 : I Am Not Homer
- 2007 : The Simpsons: Testify

## Distinctions
Dan Castellaneta compte huit nominations aux Emmy Awards, deux aux Annie Awards et une aux Stinkers Bad Movie Awards, aux Golden Raspberry Awards, aux Young Artist Awards et aux WGA Awards. En 1992 et 1993, il est nommé pour le Primetime Emmy Award du meilleur doublage pour le rôle de Homer Simpson dans les épisodes Le Poney de Lisa et Monsieur Chasse-neige. Il remporte les deux prix. Également en 1993, il remporte l'Annie Award du meilleur accomplissement individuel dans l'animation pour ses rôles dans Les Simpson. En 2000, il remporte également un Annie Award pour le meilleur doublage masculin dans un téléfilm pour le rôle du Facteur dans Olive, the Other Reindeer. En 2004, il est nommé aux Stinkers Bad Movie Awards dans la catégorie du personnage non-humain le plus embêtant et aux Golden Rasperry Awards dans la catégorie du pire couple à l'écran pour les rôles de Chose no 1 et Chose no 2 dans Le Chat chapeauté,. La même année il remporte le Primetime Emmy Award du meilleur doublage pour ses différents rôles dans l'épisode Enfin clown des Simpson et le Young Artist Award du père et de la mère les plus populaires dans une série télévisée pour le rôle d'Homer Simpson,.
En 2007 il est nommé aux Writers Guild of America Awards pour les Simpson. En 2009, il remporte le Primetime Emmy Award du meilleur doublage pour le rôle d'Homer dans l'épisode Mon père avait tort. Il est à nouveau nommé dans cette catégorie en 2010 pour l'épisode Une leçon de vie, en 2011 pour Gym Tony, en 2015 pour Le Nouvel Ami de Bart et en 2018 pour La Peur du clown. À chaque fois, le prix est remporté par un autre comédien, respectivement Anne Hathaway pour le rôle de Princesse Pénélope dans l’épisode des Simpson, Il était une fois à Springfield, Maurice LaMarche pour un épisode de Futurama, Hank Azaria pour le rôle de Moe Szyslak dans l'épisode des Simpson, Le Baby-sitter et Alex Borstein pour un épisode des Griffin.